# Karl-Heinz Menke (Agrarwissenschaftler)
Karl-Heinz Menke, auch Karl Heinz Menke geschrieben (* 15. August 1927 in Warburg/Westfalen; † 22. Februar 2025) war ein deutscher Agrar- und Ernährungswissenschaftler. Er war Professor für Tierernährung und Lehrstuhlinhaber für das Fach an der Universität Hohenheim.

## Leben
Karl-Heinz Menke, Sohn von Irene Menke, geborene Seemann, und des Landwirts und Politikers Josef Menke (von 1953 bis 1965 CDU-Bundestagsabgeordneter), besuchte das König-Wilhelm-Gymnasium in Höxter, studierte Physik, Landwirtschaft und Philosophie an den Universitäten Göttingen und Bonn. Sein Studium schloss er 1953 als Diplom-Landwirt ab. Nach der Promotion zum Dr. agr. (1955) und der Habilitation (1960) in Tierernährung an der Universität Bonn war er dort Dozent (1960) und ab 1965 außerplanmäßiger Professor. Von 1967 bis 1989 war er ordentlicher Professor für Tierernährung und Nachfolger von Werner Wöhlbier als Direktor des Instituts für Tierernährung an der Universität Hohenheim (Landwirtschaftliche Hochschule) in Stuttgart. Er forschte vor allem auf den Gebieten Biochemie der Ernährung, bakterielle Vitaminsynthesen und Spurenelementstoffwechsel. Er war einer der Väter des Studiengangs der Agrarbiologie und des Hohenheimer Futterwerttestes (HFT). Dieser dient zur Kontrolle des Energiegehaltes von Wiederkäuerfuttermitteln.
Von 1970 bis 1972 war er stellvertretender Vorsitzender des Verbandes deutscher landwirtschaftlicher Untersuchungs- und Forschungsanstalten und 1973 stellvertretender Vorsitzender für den Bereich tierische Produktion.
Nach seiner Emeritierung studierte er Philosophie an den Universitäten Tübingen und Bonn und schrieb darüber „Identität in kontingenter Welt“.
Karl-Heinz Menke war katholisch, seit 1955 verheiratet und hat vier Kinder.

## Ehrungen und Auszeichnungen
- 1982: Gustav-Fingerling-Medaille der Deutschen Landwirtschaftsgesellschaft
- 1986: Henneberg-Lehmann-Preis der Universität Göttingen
- 2004: Ehrenpromotion durch die Universität Kiel

## Veröffentlichungen (Auswahl)
- Über die biologische Wirkung wasserlöslicher grenzflächenaktiver Stoffe. Bilanz- und Verteilungsstudie mit radioaktiv markierten Stoffen. Dissertation. Bonn 1955.
- Intestinale Synthese von Vitamin B 12 und Analogen nach oraler Verabreichung von 60CoCl2. Habilitationsschrift. Bonn 1960.
- mit Walter Huss: Tierernährung und Futtermittelkunde. Ulmer, Stuttgart 1975; Neuauflage 1980, ISBN 3-8001-2491-2.
- Identität in kontingenter Welt. LIT, Münster 2011.
Teil 1: Natur und Geist, Wahrnehmung und Erkenntnis. ISBN 978-3-643-10969-9.
Teil 2: Die Ungleichartigkeit von Licht und Materie. ISBN 978-3-643-10970-5.